# Sololá (departementshuvudort)
Sololá är en departementshuvudort i Guatemala.   Den ligger i departementet Departamento de Sololá, i den sydvästra delen av landet, 70 km väster om huvudstaden Guatemala City. Sololá ligger 2 126 meter över havet och antalet invånare är 45 373.
Terrängen runt Sololá är varierad, och sluttar söderut. Runt Sololá är det tätbefolkat, med 276 invånare per kvadratkilometer. Närmaste större samhälle är Chichicastenango, 19,3 km norr om Sololá. Omgivningarna runt Sololá är en mosaik av jordbruksmark och naturlig växtlighet.